# Feri Horvat
Feri Horvat, właśc. Franc Horvat (ur. 26 września 1941 w Kuštanovci, zm. 1 sierpnia 2020 w Radenci) – słoweński polityk i ekonomista, wieloletni deputowany (1992–2008), w 2004 przewodniczący Zgromadzenia Państwowego.

## Życiorys
Ukończył studia ekonomiczne w Mariborze. Pracował przez ponad 20 lat w przedsiębiorstwach przemysłowych, m.in. jako dyrektor fabryki wód mineralnych. Od 1989 do 1991 był sekretarzem stanu ds. turystyki i handlu w federalnym rządzie Socjalistycznej Federacyjnej Republiki Jugosławii.
Po rozpadzie Jugosławii został prezesem słoweńskiej izby gospodarczej. Był wśród założycieli postkomunistycznej Zjednoczonej Listy Socjaldemokratów, przemianowanej w 2005 na partię Socjaldemokraci. Z jej ramienia w 1992, 1996, 2000 i 2004 uzyskiwał mandat posła do Zgromadzenia Państwowego. Od maja do lipca 2004 pełnił funkcję deputowanego do Parlamentu Europejskiego w ramach delegacji krajowej. W okresie od lipca do października tego samego roku był przewodniczącym słoweńskiego parlamentu.